# Orientia
Il genere Orientia e la sua unica specie, Orientia tsutsugamushi, (Tamura, 1995)  sono stati proposti per riclassificare un batterio precedentemente noto come Rickettsia tsutsugamushi.
La differenziazione dal genere Rickettsia si basa su criteri genetici (l'RNAr 16S dell'Orientia tsutsugamushi presenta solo una similarità del 90% con quello della Rickettsia prowazekii, specie tipo del genere Rickettsia), su criteri antigenici e su criteri strutturali nella parete cellulare e nella capsula lipopolisaccaridica esterna (a differenza di Rickettsia sp., Orientia tsutsugamushi non possiede né acido muramico né glucosamina, né acido 2-cheto-3-desossiottonico né acidi grassi idrossilati).
La parete cellulare presenta una forte asimmetria, con il foglietto esterno più massiccio di quello interno (il contrario avviene di norma nelle Rickettsie)
Alla luce di tali osservazioni il genere Orientia viene oggi considerato come uno dei due generi della famiglia delle Rickettsiaceae.
È l'agente patogeno della febbre fluviale del Giappone ed è trasmessa dalla puntura della larva dell'acaro trombiculide, un parassita dei roditori.